# Aldo Leopold
Aldo Leopold (Burlington, 11 gennaio 1887 – Baraboo, 21 aprile 1948) è stato un ecologo statunitense, cacciatore, scrittore, ispiratore della moderna biologia di conservazione.
Considerato tra i più grandi ecologisti mondialmente riconosciuti, fu fondatore della prima Area Wilderness mondiale, e fu per tutta la sua vita un convinto ed appassionato cacciatore.
La caccia è stata una delle principali attività formative per Aldo Leopold: il suo pensiero in merito alla fauna ed all'etica comportamentale di chi pratica la vita all'aria aperta iniziò a formarsi durante la sua giovinezza, quando si accompagnava a suo padre nella caccia di anatre lungo il Fiume Illinois.
Dall'inizio della sua carriera di cacciatore fino all'età adulta, Leopold unì sempre l'attività della caccia con il lavoro sul campo del suo sentirsi anche naturalista.
Forestale per formazione e ritenuto uno dei padri dell'ambientalismo scientifico. La sua opera ha influenzato anche l'ambientalismo associanistico del Novecento.
Iniziò la propria carriera nel 1909 lavorando per il U.S. Forest Service (forestale statunitense). Nel 1924 divenne vice-direttore del laboratorio di prodotti forestali a Madison, dove nel 1933 venne creata una cattedra per lui presso l'università. Morì a causa di attacco cardiaco mentre aiutava dei vicini a spegnere l'incendio della loro fattoria.
Il suo scritto più importante è la raccolta di saggi A Sand County Almanac (1949), tradotto in italiano con il titolo Almanacco di un mondo semplice. Si tratta di una raccolta di saggi di grandissimo spessore scientifico e letterario dove suggestive descrizioni naturalistiche si alternano a riflessioni sulla conservazione della natura e delle sue risorse. Fu pubblicato postumo, ed ormai è divenuto un classico della letteratura americana e non solo.
La sua filosofia può essere condensata in una citazione: "Conservation is a state of harmony between men and land" (in italiano La conservazione è uno stato di armonia fra gli uomini e la terra).
La sua idea di etica della terra, spiegata nell'opera Almanacco di un mondo semplice, pone una visione diversa dell'etica umana dove la terra non è più un semplice elemento da sfruttare ma un vero e proprio organismo da tutelare e proteggere.
"Il cittadino medio ritiene oggi che la scienza sappia che cosa fa funzionare il meccanismo della comunità; lo scienziato è altrettanto certo di non saperlo."